# Frente Patriótico Defensa Nacional
El Frente Patriótico Defensa Nacional fue una organización paramilitar costarricense de extrema derecha. Fundada por el exdirector de la Fuerza Pública de Costa Rica José Fabio Pizarro Espinoza, alias «Coronel Pizarro» en 2013. Aunque Pizarro aseguró que la motivación del grupo respondía solamente a la defensa del país a raíz del Conflicto diplomático entre Costa Rica y Nicaragua de 2010-2015 por la posesión de Isla Calero, indagaciones posteriores descubrieron que la agrupación realizaba entrenamiento paramilitar y utilizaba rangos de distintos tipos. Pizarro se autoproclamaba «comandante en jefe» del «estado mayor» y emitía títulos a favor de quienes finalizaban los entrenamientos del grupo. La agrupación tenía unas cien personas y se dividía en dos subgrupos principales; la Patrulla 1856 (cuyo nombre hace alusión a la Campaña Nacional de 1856-1857) y la Vanguardia de Hierro.
Pizarro fue arrestado en junio de 2017 junto a cuatro de sus colaboradores principales por asistir en el trasiego de drogas de carteles mexicanos en la zona norte del país utilizando su agrupación como mampara. Pizarro fue condenado a diez años de cárcel y su grupo se disolvió.